# 桶谷秀昭
桶谷 秀昭（おけたに ひであき、1932年（昭和7年）2月3日 - 2025年（令和7年）3月27日）は、日本の文芸評論家。東洋大学名誉教授。
紫綬褒章受章。芸術選奨文部大臣賞、伊藤整文学賞、毎日出版文化賞、他受賞。

## 人物
1950年に一橋大学商学部に入学するも、在学時に一橋大学社会学部に転部。同・社会学部を卒業後は、研究社（出版社）に勤務する一方、村上一郎（文芸評論家）とともに同人誌「典型」「無名鬼」を編集し評論活動を開始。
後に東洋大学文学部教授を務めた。東洋大学退職後は名誉教授の称号を受け、東洋大学兼任研究員を務めた。他に多摩美術大学、大妻女子大学講師、日本近代文学館理事等も務めた。
1990年に毎日出版文化賞を受賞。2年後に妻と死別した。
1980年頃より、同じ文芸批評家である磯田光一、奥野健男、佐伯彰一、秋山駿、饗庭孝男、高橋英夫と毎年新年会を開いていた。

## 略歴
- 1932年 東京生まれ。
- 1944年 金沢の旧制中学校に入学。
- 1945年6月 金沢の旧制中学校を中退し農耕に従事。
- 1946年 旧制京北中学校3年に編入学。
- 1948年 旧制京北中学校第4学年修了。
- 1948年 東京商科大学予科不合格。
- 1950年 一橋大学商学部入学。
  - 後に山城章ゼミナールに所属。
- 1953年 一橋大学社会学部に転部。
- 1955年 一橋大学社会学部卒業（海老池俊治ゼミナール）。
- 1961年 東洋大学教養部専任講師。
- 1971年 東洋大学人文科学科教授。
- 2025年 心不全のため死去[1]。

## 受賞等
- 1979年 『ドストエフスキイ』で平林たい子文学賞
- 1984年 『保田與重郎』で芸術選奨文部大臣賞
- 1992年 『昭和精神史』で毎日出版文化賞
- 1995年 『伊藤整』で伊藤整文学賞
- 1999年 紫綬褒章受章
- 2005年 瑞宝中綬章受勲

## 著書

### 単書
- 『藝術の自己革命』深夜叢書社 1964、国文社（増補版） 1970
- 『ジェイムズ・ジョイス』紀伊國屋新書 1964、紀伊國屋書店 1980、新装版1994
- 『土着と情況』南北社 1967、国文社（増補版） 1968
- 『近代の奈落』国文社 1968、改訂版1984
- 『仮構の冥暗』冬樹社 1969
- 『異端の群像』自由書房 1971
- 『凝視と彷徨』冬樹社（上下）1971
- 『文学と歴史の影』北洋社 1972
- 『夏目漱石論』河出書房新社 1972、増補版1983
- 『批評の運命 小林秀雄』河出書房新社 1974、小沢書店[3] 1986
- 『天心　鑑三　荷風』小沢書店 1976、新版1984
- 『危機と転生』泰流社 1976
- 『永遠と滅びゆくもの』北洋社 1976
- 『中世のこころ』小沢書店 1977、新版1985
- 『ドストエフスキイ』河出書房新社 1978
- 『昭和精神側面』小沢書店 1980
- 『風景と記憶 随想集』彌生書房 1980
- 『中野重治 自責の文学』文藝春秋 1981
- 『北村透谷』（近代日本詩人選）筑摩書房 1981[4]、ちくま学芸文庫 1994
- 『回想と予感 文藝時評1979〜1981』小沢書店 1982
- 『正岡子規』小沢書店 1983、新版1993
- 『保田與重郎』[5]新潮社 1983、講談社学術文庫[6] 1996
- 『滅びのとき 昧爽のとき』小沢書店 1986
- 『二葉亭四迷と明治日本』文藝春秋 1986、小沢書店 1997
- 『文明開化と日本的想像』福武書店 1987
- 『明治の精神 昭和の心 桶谷秀昭自選評論集』学藝書林 1990
- 『昭和精神史』文藝春秋 1992、文春文庫 1996、扶桑社[7] 2020
- 『昭和精神の風貌』河出書房新社 1993
- 『伊藤整』新潮社 1997
- 『浪曼的滑走 保田與重郎と近代日本』新潮社 1997
- 『天の河うつつの花』北冬舎 1997
- 『草花の匂ふ国家』文藝春秋 1999
- 『昭和精神史－戦後篇』文藝春秋 2000、文春文庫 2003、扶桑社 2021[8]
- 『時代と精神 評論雑感集（上）』北冬舎 2002
- 『歴史と文學 評論雑感集（下）』北冬舎 2002
- 『日本人の遺訓』文春新書 2006
- 『人間を磨く』新潮新書 2007 - 電子書籍も刊

### 共著
- 『他者への架橋 桶谷秀昭対談集』国文社 1974
- 『親鸞　不知火よりのことづて』吉本隆明・石牟礼道子共著 日本エディタースクール出版部 1984
  - 改訂版・平凡社ライブラリー 1995。論考「親鸞とドストエフスキイ」を収録
- 『透谷と近代日本』（平岡敏夫・佐藤泰正共編、翰林書房、1994）、大部の編著
- 『透谷と現代　21世紀へのアプローチ』（平岡敏夫・佐藤泰正共編、翰林書房、1998）、続編
- 『文学における家族の問題』東洋大学井上円了記念学術センター編、佐伯彰一、高橋英夫、秋山駿、饗庭孝男共著
  - すずさわ書店〈えっせんてぃあ選書〉 1999。「島崎藤村は『家』で何と闘ったか」を収録
- 『震災後のことば―8・15からのまなざし』吉本隆明・中村稔・竹西寛子・野坂昭如・山折哲雄・古井由吉共著
  - 宮川匡司編、日本経済新聞出版社 2012。「明治の精神にかえれ」を収録
- 『歴史精神の再建　明治・大正・昭和』新保祐司対談、作品社 2012

### 翻訳
- 岡倉天心『東洋の覚醒』「全集 1」平凡社 1980 / 平凡社東洋文庫 1983、ワイド版2007
- 岡倉天心『茶の本 英文収録』 講談社学術文庫 1994 / 旧版「全集 1」平凡社 1983